# Аннобонська мова
Аннобо́нська мова (самоназва: Fá d’Ambô) — креольська мова на основі португальської, якою розмовляють на острові Аннобон в  Екваторіальній Гвінеї. Кількість носіїв мови становить 2500–3100 мовців.
Своїм походженням ця мова завдячує Португалії. Після відкриття острова у XV ст., португальські колонізатори вирішили привезти рабів з Анголи та Сан-Томе і Принсіпі з метою заселення острова. Завдяки змішанню культури португальців та африканських рабів португальська мова, якою спочатку спілкувались на острові, зазнала змін, поступово перетворившись на мову форро. Після договору Ель Пардо острів Аннобон і територія, яка сьогодні зветься Екваторіальною Гвінеєю відійшли до Іспанії, після чого відбулося наступне змішання.
Основа аннобонської мови (82%) — мова форро, але 10% її лексики запозичено з іспанської мови.